# Araneus suavis
Araneus suavis este o specie de păianjeni din genul Araneus, familia Araneidae, descrisă de Rainbow, 1899. Conform Catalogue of Life specia Araneus suavis nu are subspecii cunoscute.